# 최제훈
최제훈(1973년 ~ )은 대한민국의 소설가이다. 1973년 서울특별시에서 태어나 연세대학교 경영학과와 서울예술대학 문예창작과를 졸업했다.

## 약력
2007년 제7회 《문학과사회》 신인문학상에 단편소설이 당선되어 등단했다. 연세대학교 경영학과와 서울예술대학 문예창작과를 졸업했다. 2011년 제44회 「한국일보 문학상」을 수상했다.

## 저서

### 소설집
- 《퀴르발 남작의 성》(문학과지성사, 2010)
- 《위험한 비유》(문학과지성사, 2019)

### 장편소설
- 《일곱 개의 고양이 눈》(자음과모음, 2011)
- 《나비잠》(문학과지성사, 2013)
- 《천사의 사슬》(문학동네, 2018)